# Bretteville-sur-Laize
Bretteville-sur-Laize je naselje in občina v severozahodnem francoskem departmaju Calvados regije Spodnje Normandije. Leta 2009 je naselje imelo 1.617 prebivalcev.

## Geografija
Kraj se nahaja v pokrajini Normandiji ob reki Laize, 18 km južno od središča regije Caena.

## Uprava
Bretteville-sur-Laize je sedež istoimenskega kantona, v katerega so poleg njegove vključene še občine Barbery, Boulon, Bretteville-le-Rabet, Le Bû-sur-Rouvres, Cauvicourt, Cintheaux, Condé-sur-Ifs, Estrées-la-Campagne, Fierville-Bray, Fontaine-le-Pin, Fresney-le-Puceux, Fresney-le-Vieux, Gouvix, Grainville-Langannerie, Grimbosq, Magny-la-Campagne, Maizières, Moulines, Les Moutiers-en-Cinglais, Mutrécy, Ouilly-le-Tesson, Rouvres, Saint-Germain-le-Vasson, Saint-Laurent-de-Condel, Saint-Sylvain, Soignolles, Urville in Vieux-Fumé s 14.560 prebivalci.
Kanton Bretteville-sur-Laize je sestavni del okrožja Caen.

## Zanimivosti
- kanadsko vojaško pokopališče iz časa po drugi svetovni vojni; ozemlje Brettevilla je bilo avgusta 1944 prizorišče hudih bojev (operacija Totalize) po zavezniškem izkrcanju na obalah Normandije.

## Pobratena mesta
- Chagford (Anglija, Združeno kraljestvo),
- Maßbach (Bavarska, Nemčija).